# Прохоровка (смт)
Про́хорівка, Прохоровка (рос. Прохоровка) — селище міського типу, центр Прохоровського району Бєлгородської області, Росія.
Населення селища становить 9 515 осіб (2008; 10 007 в 2002).

## Історія
Перші згадки про поселення відносяться до другої половини XVII століття. Польський шляхтич Іллінський К. Г. (Ілінський) виїхав сюди з Польщі та заснував слободу Іллінська. В 1860-ті роки вона була перейменована в село Олександрівське, на честь імператора Олександра II. В 1880-ті роки була збудована залізниця й станція Прохоровка, назва на честь інженера В. І. Прохорова. В роки Другої Світової війни 12 липня 1943 року в районі села пройшла танкова битва, яку окремі дослідники вважають однією з найбільших за часи війни, а інші — пропагандистським міфом. 20 червня 1968 року селу Олександрівське надано статус селища міського типу Олександрівський. 20 вересня того ж року воно перейменоване в Прохоровку.

## Економіка
В селищі працюють молочний, дріжджевий, 2 асфальтних заводи, елеватор.

## Культура та освіта
В Прохоровці діють 4 дитячих садочки, гімназія, музична, спортивна, мистецтва школи, станція юннатів, будинок ремесел, будинок дитячої творчості; 3 бібліотеки, Палац культури, музейний комплекс «Прохорівське поле», спорткомплекс «Олімп», кінотеатр «Мир».

## Видатні місця
- Будинок купця Алексєєва І. Ф. (кін. XIX ст.)
- Дзвіниця єднання трьох братських слов'янських народів
- Храм Святих апостолів Петра й Павла
- Музейний комплекс «Прохорівське поле», який включає в себе пам'ятники воїнам та перемоги «Звонниця» та музей історії.

## Відомі особистості
В поселенні народився:
- Габелко Тимофій Єгорович 1910—1979) — фахівець у галузі автомобілебудування.

## Галерея

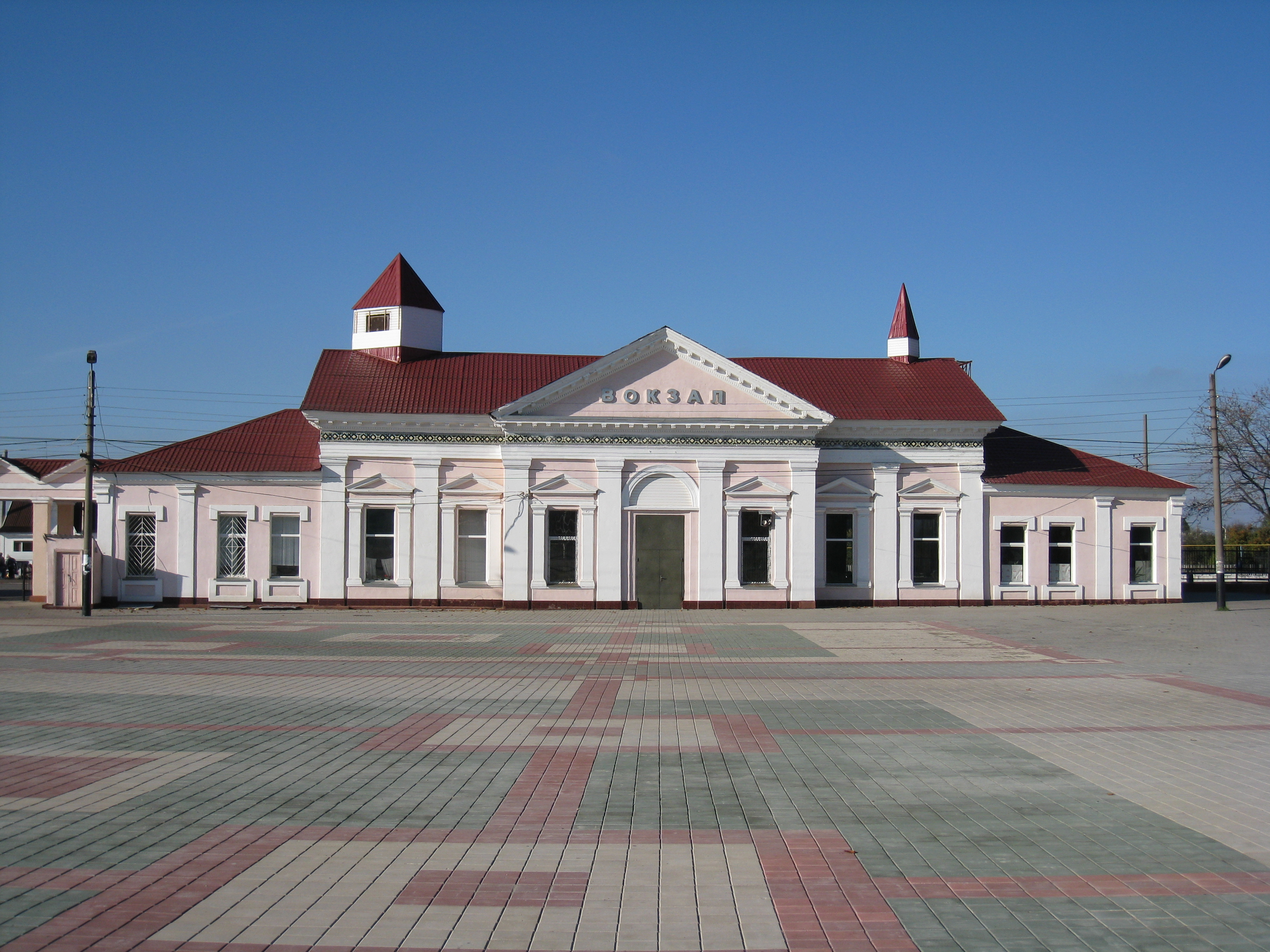
Залізничний вокзал
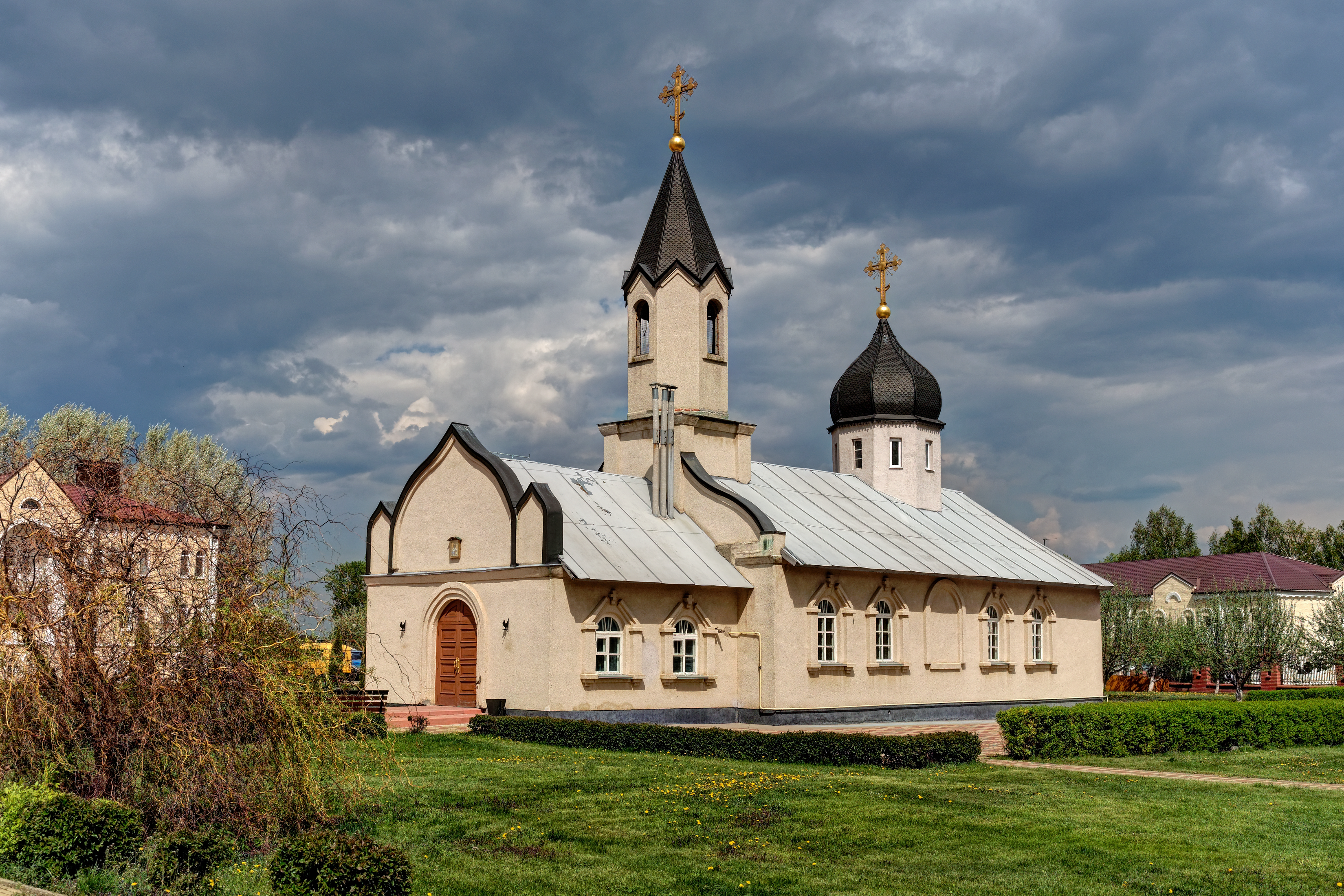
Церква Миколи Чудотворця
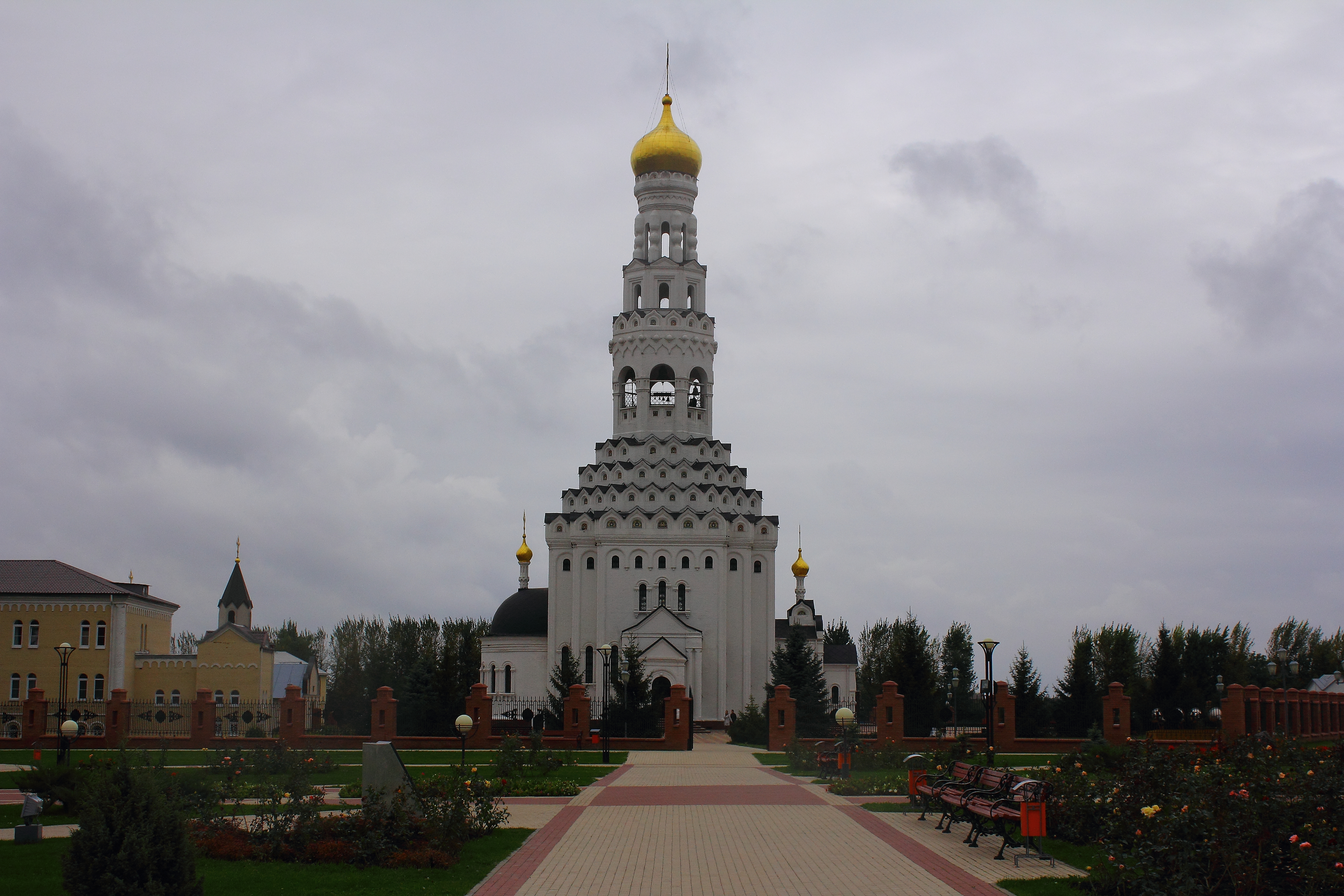
Храм Святих Апостолів Петра і Павла